# Epifraza
Epifraza (gr. ἐπιφράσις epiphrásis) – figura retoryczna polegająca na dopełnieniu skończonego zdania nowym, często zaskakującym, dowcipnym elementem, który zmienia sens całości, np:

Doktor nie puścił
Ale drzwi puściły